# Качалов Василь Іванович
Василій Іванович Качалов (Васи́лий Ива́нович Кача́лов, справжнє прізвище — Шверубо́вич, 1875, Вільнюс — 1948) — російський і радянський театральний актор, педагог. Заслужений артист Республіки (1924). Народний артист Республіки (1927). Народний артист СРСР (1936), лауреат Сталінської премії (1943). Кавалер двох Орденів Леніна і Ордена Трудового Червоного Прапора (1935). 
Батько театрального діяча, мемуариста Вадима Шверубовича.

## Біографічні відомості
Розпочав кар'єру у Театрі Літературно-артистичного товариства в Петербурзі. З 1900 грав в Московському художньому театрі, де і здобув славу, зігравши протягом кар'єри 55 ролей. Завдяки голосу і артистизму, Качалов також відомий своїми виконаннями творів поезії (Сергія Єсеніна, Едуарда Багрицького та ін.) і прози (Л. М. Толстого) у концертах, на радіо, у записах на грамофонних пластинках.

## Театральна творчість
(російською)

### Казансько-Саратовське товариство акторів під керівництвомМ. М. Бородая
- «Бедность не порок» А. Н. Островского — Митя
- «Без вины виноватые» А. Н. Островского — Дудукин
- «Царь Фёдор Иоаннович» А. К. Толстого — Князь Шаховской
- «Василиса Мелентьева» А. Н. Островского и С. А. Гедеонова — Грозный
- «Смерть Иоанна Грозного» А. К. Толстого
- «Гамлет» У. Шекспира — Горацио
- «Юлий Цезарь» У. Шекспира — Кассий
- «Коварство и любовь» Ф. Шиллера — Депутат

### Московський художній театр

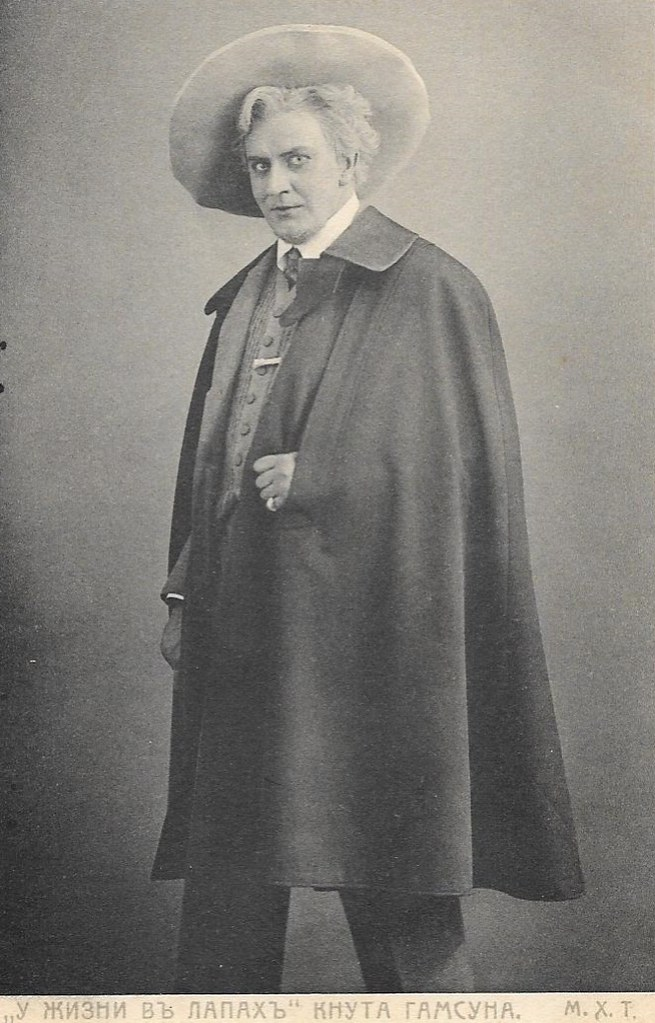
Російський актор Василь Качалов у ролі Баста, 1911—1915 рр.

- 1900 — «Снегурочка» А. Н. Островского; постановка К. С. Станиславского — Царь Берендей
- 1900 — «Когда мы, мёртвые, пробуждаемся» Г. Ибсена; постановка Вл. И. Немировича-Данченко — Рубек
- 1900 — «Геншель» Г. Гауптмана — Посетитель пивной (ввод)
- 1900 — «Смерть Иоанна Грозного» А. К. Толстого; постановка К. С. Станиславского и Вл. И. Немировича-Данченко — Эльмс, Григорий Годунов(ввод)
- 1901 — «Три сестры» А. П. Чехова; постановка К. С. Станиславского и Вл. И. Немировича-Данченко — Вершинин
- 1901 — «Дикая утка (пьеса)» Г. Ибсена — Экдаль
- 1901 — «Чайка» А. П. Чехова; постановка К. С. Станиславского и Вл. И. Немировича-Данченко — Тригорин (ввод)
- 1901 — «Микаэль Крамер» Г. Гауптмана — Эрнст Лахман
- 1901 — «В мечтах» Вл. И. Немирович-Данченко — Князь Старочеркасов
- 1902 — «Смерть Иоанна Грозного» А. К. Толстого — Гарабурда (ввод)
- 1902 — «Три сестры» А. П. Чехова — Николай Львович Тузенбах (ввод)
- 1902 — «На дне» М. Горького — Барон
- 1903 — «Столпы общества» Г. Ибсена — Хильмар Теннисен
- 1903 — «Юлий Цезарь» У. Шекспира; постановка Вл. И. Немировича-Данченко — Юлий Цезарь
- 1903 — «Одинокие» Г. Гауптмана; постановка К. С. Станиславского и Вл. И. Немировича-Данченко — Йоганн Фокерат (ввод)
- 1904 — «Вишнёвый сад» А. П. Чехова — Пётр Сергеевич Трофимов
- 1904 — «Там, внутри» М. Метерлинка — Дед
- 1904 — «Слепые» М. Метерлинка — Слепой
- 1904 — «Иванов» А. П. Чехова — Николай Алексеевич Иванов
- 1904 — «У монастрыря» П. М. Ярцева — Бартенев
- 1905 — «Блудный сын» С. А. Найдёнова — Максим Коптев
- 1905 — «Привидения» Г. Ибсена — Пастор Мандерс
- 1905 — «Дети солнца» М. Горького — Протасов
- 1905 — «Блудный сын» С. Найдёнова — Максим Коптев
- 1906 — «Горе от ума» А. С. Грибоедова — Александр Андреевич Чацкий
- 1906 — «Бранд» Г. Ибсена — Бранд
- 1907 — «Стены» С. А. Найдёнова — Копейкин
- 1907 — «Борис Годунов» А. С. Пушкина — Пимен
- 1908 — «Росмерсхольм» Г. Ибсена — Росмер
- 1908 — «У царских врат» К. Гамсуна — Карено
- 1909 — «Анатэма» Л. Н. Андреева; постановка Вл. И. Немировича-Данченко — Анатэма
- 1910 — «На всякого мудреца довольно простоты» А. Н. Островского — Глумов
- 1910 — «Братья Карамазовы» по Ф. М. Достоевскому — Иван Карамазов
- 1910 — «Месяц в деревне» И. С. Тургенева — Ракитин (ввод)
- 1911 — «У жизни в лапах» К. Гамсуна — Пер Баст
- 1911 — «Живой труп» Л. Н. Толстого — Каренин
- 1911 — «Гамлет» У. Шекспира; постановка Г. Крэга — Гамлет
- 1912 — «Где тонко, там и рвётся» И. С. Тургенева — Горский
- 1912 — «Екатерина Ивановна» Л. Н. Андреева — Георгий
- 1913 — «Николай Ставрогин» по Ф. М. Достоевскому — Ставрогин
- 1914 — «Горе от ума» А. С. Грибоедова — Александр Андреевич Чацкий
- 1915 — «Каменный гость» А. С. Пушкина — Дон Жуан
- 1916 — «Будет радость» Д. С. Мережковского — Фёдор Иванович
- 1918 — «Дядя Ваня» А. П. Чехова — Астров (ввод)
- 1922 — «Царь Фёдор Иоаннович» А. К. Толстого — Царь Фёдор (ввод)
- 1923 — «Вишнёвый сад» А. П. Чехова — Гаев (ввод)
- 1924 — «Доктор Штокман» Г. Ибсена — доктор Штокман (ввод)
- 1924 — «Горе от ума» А. С. Грибоедова — Репетилов (ввод)
- 1926 — «Николай I и декабристы» А. Р. Кугеля, Д. С. Мережковского — Николай I
- 1927 — «Бронепоезд 14—69» Вс. В. Иванова  — Вершинин
- 1929 — «Блокада» Вс. В. Иванова — Артем Аладьин
- 1930 — «Воскресение» по Л. Н. Толстому — От автора
- 1933 — «Таланты и поклонники» А. Н. Островского — Нароков
- 1935 — «Враги» М. Горького — Захар Бардин
- 1938 — «Горе от ума» А. С. Грибоедова; постановка В. И. Немировича-Данченко (новая редакция) — Александр Андреевич Чацкий

## Фільмографія
- «Білий орел» (1928, губернатор Мішель)
- «Путівка в життя» (1931, читає закадровий текст)
- «Бабка і Мурашка» (1936, мультфільм; читає закадровий текст)
- «Георгій Саакадзе» (1942, Шадіман Бараташвілі (озвучування — роль Серго Закаріадзе)
- «Пропала грамота» (1945, мультфільм; читає закадровий текст)
- «Картина» (1965, мультфільм; закадровий текст від автора)

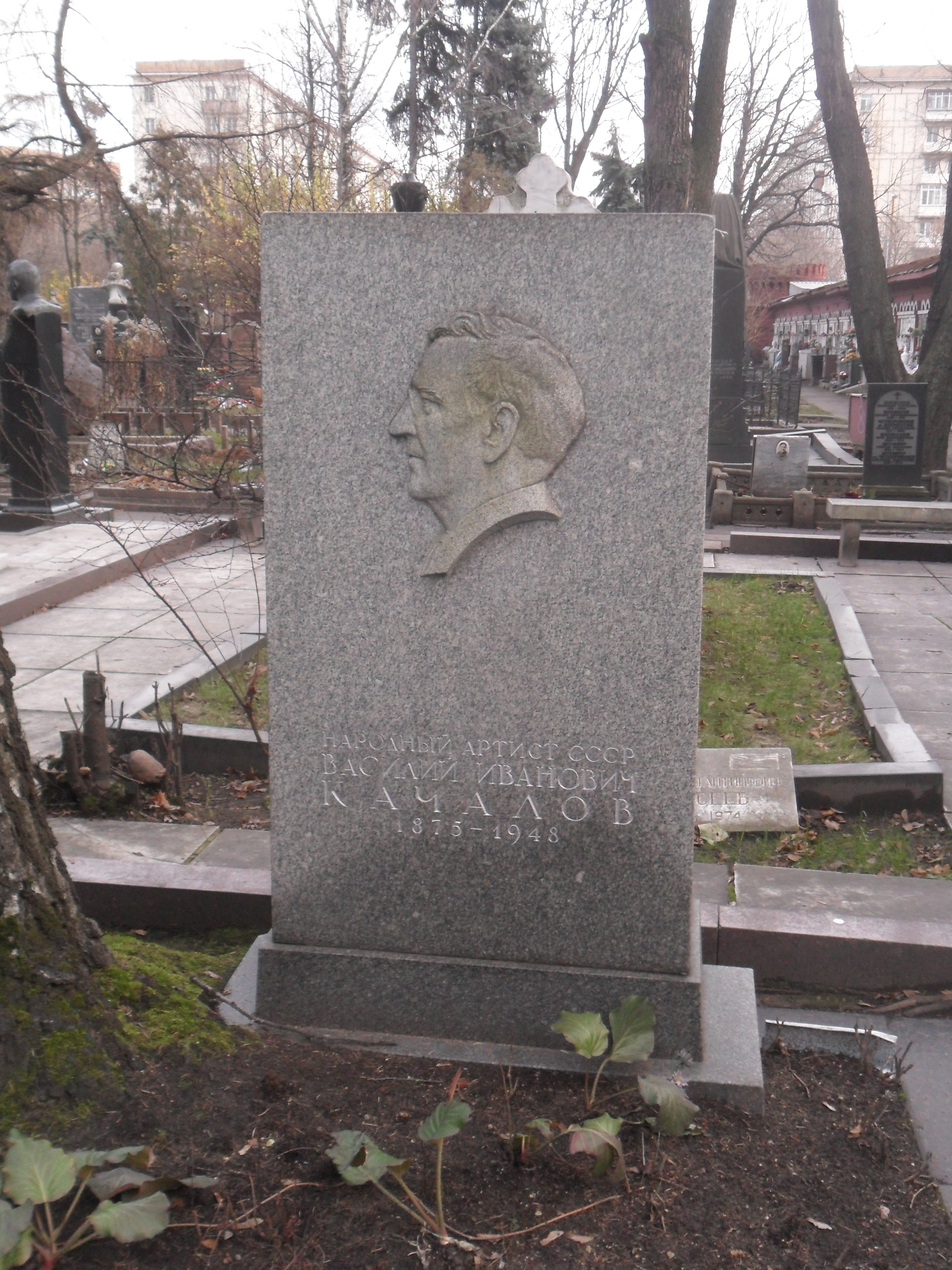
Могила народного артиста СРСР Василя Качалова

## Виноски
1. 1 2 3  Качалов Василий Иванович // Большая советская энциклопедия: [в 30 т.] / под ред. А. М. Прохорова — 3-е изд. — Москва: Советская энциклопедия, 1969.
2. 1 2 3  People of Modernity Base
3. ↑  Беларуская энцыклапедыя: У 18 т. Т. 8: Канто — Кулі / Рэдкал.: Г. П. Пашкоў і інш. — Мн.: БелЭн, 1999. ISBN 985-11-0144-3.
4. ↑  Василий Иванович Качалов[недоступне посилання з липня 2019] у ВРЕ